# Mirko Eramo
Mirko Eramo (ur. 12 lipca 1989 w Acquaviva delle Fonti) – włoski piłkarz występujący na pozycji pomocnika we włoskim klubie Ascoli. Wychowanek Bari, w swojej karierze grał także w takich zespołach jak Piacenza, Monza, Crotone, Empoli FC, Ternana oraz Trapani. Były młodzieżowy reprezentant Włoch.